# 1566년

## 연호
- 명(明) 가정(嘉靖) 45년
- 일본(日本) 에이로쿠(永禄) 9년
- 후 레 왕조(後黎朝) 찐찌(正治) 9년
- 막 왕조(莫朝) 투언푹(淳福) 2년

## 기년
- 류큐(琉球) 쇼겐왕(尚元王) 11년
- 명(明) 세종 가정제(世宗 嘉靖帝) 45년
- 조선(朝鮮) 명종(明宗) 21년
- 후 레 왕조(後黎朝) 영종(英宗) 10년
- 막 왕조(莫朝) 막머우헙(莫茂洽) 2년

## 탄생
- 3월 3일 - 조선 중기의 무신이자 비차 발명가 정평구. (~1624년)
- 5월 26일 - 오스만 제국의 술탄 메흐메트 3세.

## 사망
- 7월 28일 - 스페인 왕국 출신 멕시코 주교 바르톨로메 데 라스 카사스
- 9월 5일 - 오스만 제국의 제10대 술탄 쉴레이만 1세